# Karel Komárek

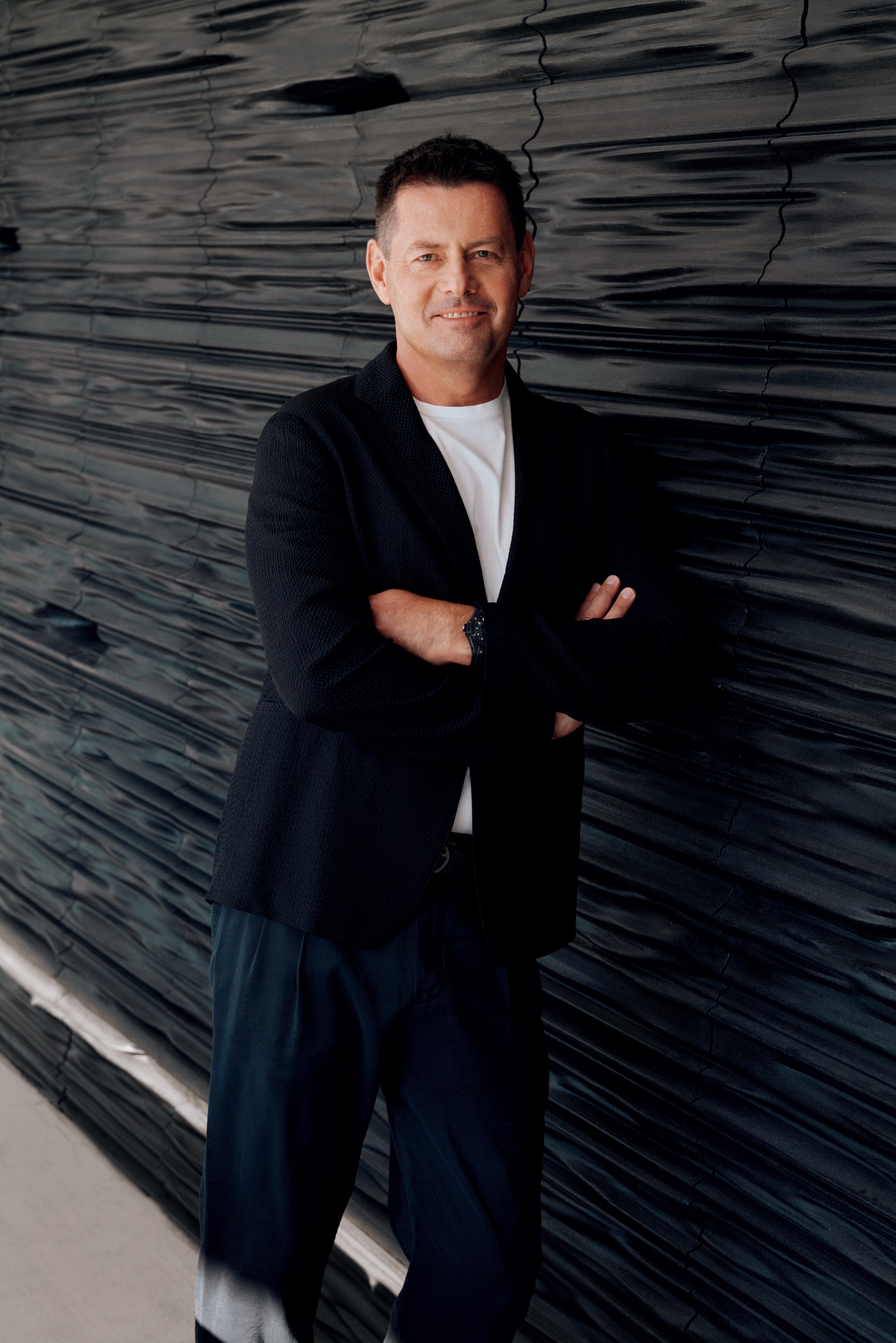
Karel Komárek, 2023

Karel Komárek (* 15. März 1969 in Hodonín) ist ein tschechischer Unternehmer, einer der reichsten Tschechen und Gründer der Investmentgesellschaft KKCG.

## Werdegang
Komárek absolvierte ein ingenieurwissenschaftliches Studium und arbeitete danach kurzzeitig beim Unternehmen Sigma Hodonín. 1992 wurde er erstmals unternehmerisch tätig und gründete mit einem Startkapital von 300.000 CZK, das er sich von seinem Vater geliehen hatte, das Industriearmaturen-Großhandelsunternehmen M.O.S. Hodonín. 1996 firmierte das Unternehmen in MOS Hodonín Morovia Systems um und entwickelte sich zum Technologiezulieferer für den Bergbau, womit Komárek der Einstieg in das Öl- und Gasgeschäft gelang. Darauf folgte das Mineralölförderunternehmen Moravské naftové doly (heute MND Group), das mittlerweile zu Komáreks Investmentgesellschaft KKCG gehört.
Bereits 1995 gründete er KKCG, eine international tätige Investmentgesellschaft, die in den Branchen Lotterie, Energiewirtschaft, Informationstechnologie und Immobilien aktiv ist. Zu KKCG, die in 33 Ländern weltweit tätig ist, gehören unter anderem die Unternehmen Allwyn, MND Group, US Methanol, die Aricoma-Gruppe und der Springtide Ventures Capital Fund. Komárek ist alleiniger KKCG-Inhaber.
Ende Januar 2023 schätzte die Agentur Bloomberg sein Vermögen auf 8,12 Mrd. USD. Forbes schätzt sein Vermögen (Stand Januar 2023) auf 155 Mrd. CZK (etwa 7,07 Mrd. USD). Damit ist Komárek der drittreichste Tscheche und gehört zu den 500 reichsten Menschen der Welt.

## Privatleben
Karel Komárek wurde am 15. März 1969 in Hodonín geboren. Er ist zum zweiten Mal verheiratet, seine Ehefrau ist Štěpánka Komárková. Er hat vier Kinder. Komárek lebt zeitweise in Verbier in der Schweiz und gilt als ambitionierter Radfahrer, Ruderer und Golfer.

## Familienstiftung
Karel Komárek gründete die Familienstiftung Karel Komárek Family Foundation, mit der er beispielsweise das Internationale Musikfestival Dvořákova Praha, oder die Stiftung Proměny fördert, in deren Fokus die Entwicklung des öffentlichen Raums in Tschechien und insbesondere der Wiederaufbau von Parks und Schulgärten stehen. Im August 2021 spendete Komáreks Familienstiftung 150 Mio. CZK für den Wiederaufbau von Hodonín, nachdem der Ort im Juni 2021 von einem Tornado verwüstet worden war.